# Uber Cup
Der Uber Cup ist die Mannschaftsweltmeisterschaft im Badminton für die Damen-Nationalmannschaften. Im Tennis wäre die vergleichbare Veranstaltung der Fed Cup. Der Uber Cup gehört zu den weltweit fünf Turnieren der 7*-Kategorie.

## Geschichte

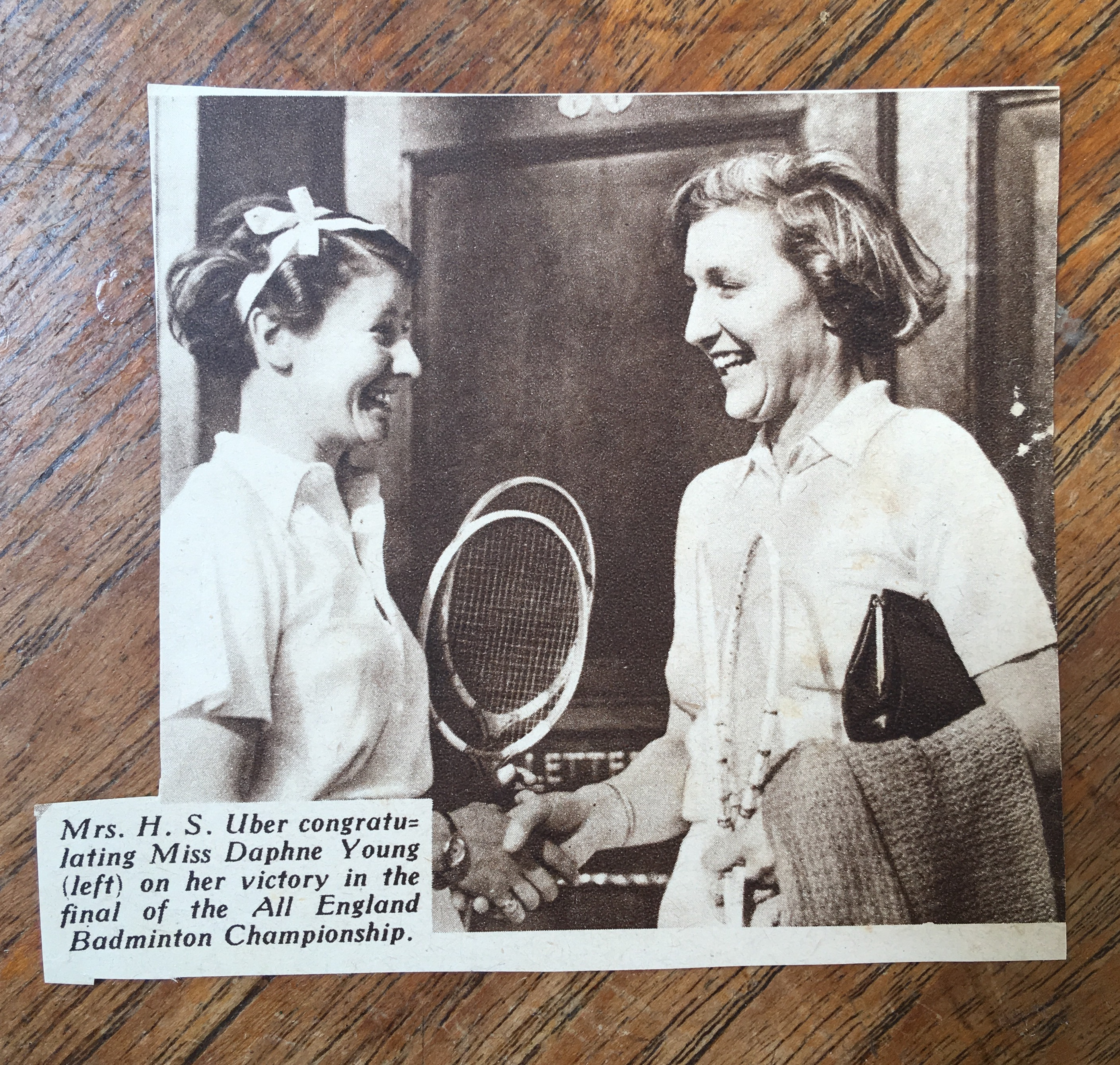
Initiatorin and Namensgeberin Betty Uber (rechts), mit Daphne Young

1950 wurde die Idee der Austragung einer Weltmeisterschaft der Nationalmannschaften der Damen im Badminton erstmals an die damalige IBF (International Badminton Federation), der heutigen Badminton World Federation (BWF), herangetragen. Aus überwiegend finanziellen Gründen wurde diese Idee nicht gleich in die Tat umgesetzt, obwohl es zu diesem Zeitpunkt eine entsprechende Veranstaltung der Herren, den Thomas Cup, schon gab.
Das Turnier ist nach der englischen Nationalspielerin Betty Uber benannt, die den Wettbewerb angeregt und den Pokal gestiftet hat, und wird seit der Saison 1956/1957 ausgetragen.
Anfangs wurde der Uber Cup alle 3 Jahre ausgespielt. Geändert hat sich das 1984. Seit diesem Zeitpunkt wurde der Uber Cup mit dem Thomas Cup zeitgleich ausgetragen. Seit dieser Zeit hat der Uber Cup auch den gleichen Modus in der Austragung wie der Thomas Cup.
Während die ersten drei Ausgaben von den US-Amerikanern gewonnen wurden, wurde der Siegerpokal seit diesem Zeitpunkt nur noch in Asien hin und her gereicht. Seit 1984 wird diese Veranstaltung von den Teilnehmern aus China dominiert, die immer im Finale standen und nur in den aufeinanderfolgenden Ausgaben 1994 und 1996 Zweite wurden. 2006 verloren die Gewinner über das gesamte Turnier nicht ein Spiel.

## Die Trophäe
Das Design des Siegerpokals ist von Betty Uber persönlich. Gefertigt wurde der Pokal von der berühmten Silberschmiede Mappin & Webb aus London.
Gefertigt ist der 50 cm hohe Pokal aus Silber. Dem Sockel ist ein rotierender Globus aufgesetzt, der von einer auf einem Federball stehenden Badmintonspielerin bekrönt wird.
Auf der Basis des Pokals sind die folgenden Worte eingraviert: „The Ladies’ International Badminton Championships Challenge Trophy presented to the International Badminton Federation by Mrs H S Uber, 1956.“

## Modus
Um die Endrunde des Uber Cup zu erreichen, mussten die Nationalteams bis zur Ausgabe 2012 zuerst in regional gegliederten Gruppen gegeneinander antreten. 2014 wurden die Endrundenteilnehmer erstmals per Weltrangliste ermittelt. Die besten Teams dieser Gruppen kämpfen anschließend ähnlich wie im Thomas Cup in den Finalrunden um den Sieg.
In den ersten 8 Ausgaben des Uber Cup wurden 7 Spiele je Begegnung ausgetragen. Dann wurde einmal mit 9 Spielen gespielt. Seit 1984, dem 10. Cup, werden bis zum heutigen Tage nur noch 5 Partien, und zwar 3 Einzel und 2 Doppel, gespielt. Allerdings werden nur in der Gruppenphase alle Partien ausgespielt, ab dem Viertelfinale ist eine Begegnung beendet, sowie eine Seite 3 Siege erreicht hat.

## Austragungsorte und -jahre, Finalteilnehmer
| Jahr | Ort                              | Gewinner            | Finalist            |
| ---- | -------------------------------- | ------------------- | ------------------- |
| 1957 | Lancashire, England              | Vereinigte Staaten  | Dänemark            |
| 1960 | Philadelphia, Vereinigte Staaten | Vereinigte Staaten  | Dänemark            |
| 1963 | Wilmington, Vereinigte Staaten   | Vereinigte Staaten  | England             |
| 1966 | Wellington, Neuseeland           | Japan               | Vereinigte Staaten  |
| 1969 | Tokio, Japan                     | Japan               | Indonesien          |
| 1972 | Tokio, Japan                     | Japan               | Indonesien          |
| 1975 | Jakarta, Indonesien              | Indonesien          | Japan               |
| 1978 | Auckland, Neuseeland             | Japan               | Indonesien          |
| 1981 | Tokio, Japan                     | Japan               | Indonesien          |
| 1984 | Kuala Lumpur, Malaysia           | Volksrepublik China | England             |
| 1986 | Jakarta, Indonesien              | Volksrepublik China | Indonesien          |
| 1988 | Kuala Lumpur, Malaysia           | Volksrepublik China | Südkorea            |
| 1990 | Nagoya und Tokio, Japan          | Volksrepublik China | Südkorea            |
| 1992 | Kuala Lumpur, Malaysia           | Volksrepublik China | Südkorea            |
| 1994 | Jakarta, Indonesien              | Indonesien          | Volksrepublik China |
| 1996 | Hongkong, Hongkong               | Indonesien          | Volksrepublik China |
| 1998 | Hongkong, Hongkong               | Volksrepublik China | Indonesien          |
| 2000 | Kuala Lumpur, Malaysia           | Volksrepublik China | Dänemark            |
| 2002 | Guangzhou, Volksrepublik China   | Volksrepublik China | Südkorea            |
| 2004 | Jakarta, Indonesien              | Volksrepublik China | Südkorea            |
| 2006 | Sendai und Tokio, Japan          | Volksrepublik China | Niederlande         |
| 2008 | Jakarta, Indonesien              | Volksrepublik China | Indonesien          |
| 2010 | Kuala Lumpur, Malaysia           | Südkorea            | Volksrepublik China |
| 2012 | Wuhan, Volksrepublik China       | Volksrepublik China | Südkorea            |
| 2014 | Neu-Delhi, Indien                | Volksrepublik China | Japan               |
| 2016 | Kunshan, Volksrepublik China     | Volksrepublik China | Südkorea            |
| 2018 | Bangkok, Thailand                | Japan               | Thailand            |
| 2020 | Aarhus, Dänemark                 | Volksrepublik China | Japan               |
| 2022 | Bangkok, Thailand                | Südkorea            | Volksrepublik China |
| 2024 | Chengdu, Volksrepublik China     | Volksrepublik China | Indonesien          |
| 2026 | Horsens, Dänemark                |                     |                     |